# Giuseppe Di Benedetto
Giuseppe Di Benedetto (Eboli, 8 gennaio 1946) è un cardiochirurgo italiano.
Detiene il primato nazionale per l'utilizzo del laser ad anidride carbonica per eseguire interventi di rivascolarizzazione trans-miocardica altrimenti inoperabili; specializzato in malattie congenite dell'apparato cardiovascolare, è uno dei pochi al mondo che pratica con successo la chirurgia dell'arco aortico.
In particolare, il 30 ottobre 2014 per la prima volta al mondo ha eseguito con successo una complessa operazione su un paziente affetto da tetralogia di Fallot che aveva avuto delle complicanze.
Compie tuttora ricerche di interesse internazionale come per esempio sulla chirurgia coronarica mini-invasiva da lui sviluppata e sulla quale ha tenuto due importanti convegni internazionali.

## Biografia
Nato l'8 gennaio 1946 a Eboli da Pasquale Di Benedetto e Carmela Botta, ultimo di sette figli, Giuseppe Di Benedetto consegue la laurea magistrale in Medicina e Chirurgia all'Università di Perugia con tesi sulla “cancerogenesi chimica” con 110 e lode nel 1972. Consegue la Specializzazione presso il centro di cardiochirurgia pediatrica di Bergamo diretto da Lucio Parenzan che in quel periodo era il più grande centro di cardiochirurgia pediatrica al mondo.
Nel 1974 partì per un Master negli Stati Uniti che durò tre anni durante il quale fino al 1975 fu responsabile del laboratorio di ricerca cardiovascolare presso l'University Hospital di Washington e dal 1976 al 1977 ricoprì il ruolo di direttore di Fisiologia cardiovascolare al Providence Hospital a Seattle. Di Benedetto, in seguito, lavorerà dal 1978 al 1981 come assistente del professor Parenzan a Bergamo.
Tornato dall'America si sposò con Liliana Verdoni, giornalista di origine bergamasca, da cui ebbe due figlie. Nel 1981 si trasferì a Londra per sei mesi presso il “Great Ormond Street Hospital for sick children” che a quel tempo era uno dei più importanti centri di cardiochirurgia pediatrica.
Nel 1981 tornò in Italia come primo aiuto del professor Ugo Tesler all'Ospedale San Carlo di Potenza dove diede vita al reparto di cardiochirurgia pediatrica per evitare che i bambini del sud Italia fossero costretti a viaggiare fino a Bergamo per essere curati. Nel 1984 partì per Bonn in Germania dove assunse la direzione del reparto di cardiochirurgia pediatrica dell'ospedale “Kinderklinik”; dopo un anno decise di tornare in Italia all'Ospedale San Carlo di Potenza con lo stesso incarico.
Nel 1990 vinse il concorso di Primario tenutosi a Padova e nel 1991 cominciò a prestare servizio a Salerno dove istituì il reparto di cardiochirurgia. Il 19 dicembre del 1991 Di Benedetto si trovò a dover operare d'emergenza, effettuando una sostituzione dell'aorta toracica, un paziente di 60 anni con un aneurisma fissurato senza l'ausilio della macchina per la circolazione extracorporea che era necessaria per l'intervento; eseguì uno shunt succlavio-femorale che rese possibile la perfusione midollare. L'operazione ebbe successo al punto che il paziente fu dimesso dopo solo dieci giorni, era cominciatolo sviluppo della nuova tecnica del cuore battente.
Dal 1993 cominciò a pieno ritmo l'attività di cardiochirurgia presso l'Ospedale S. Giovanni di Dio e Ruggi d'Aragona di Salerno. Nel 2000 venne invitato dal professor Alan Carpentier di Parigi all'inaugurazione dell'ospedale europeo “Georges Pompidou” dove erano riuniti i maggiori esponenti di cardiochirurgia mondiale, tra cui Christiaan Barnard e Denton Cooley.

### La creazione di un polo di eccellenza
Con l'intensificazione dell'attività e con l'aumentare della fama della cardiochirurgia salernitana cominciarono ad allungarsi i periodi di attesa per gli interventi; ci voleva una nuova struttura più grande ed aggiornata. Iniziarono i lavori per costruire la “Torre del Cuore", ma dopo che le ripetute promesse riguardanti l'apertura della Torre furono più volte disattese, Giuseppe Di Benedetto entrò in contrasto con gli organi amministrativi al punto da minacciarli di abbandonare Salerno.

Torre cardiologica di Salerno

Tutto si risolse per il meglio quando finalmente il 24 settembre del 2007 fu inaugurata la Torre cardiologica degli Ospedali Riuniti San Giovanni di Dio e Ruggi d’Aragona a Salerno. Il professor Giuseppe Di Benedetto rifiutò le offerte propostegli da una clinica svizzera e da un ospedale romano per assumere la direzione della "Torre Del Cuore”, uno dei centri cardiochirurgici italiani di eccellenza. Il Prof. Giuseppe Di Benedetto fu eletto Chairperson dell'Area Cardiochirurgica dell'A.N.M.C.O. e sotto la sua direzione il reparto di cardiochirurgia vinse la medaglia di Bronzo nello S.T.I.C.H. “Surgical Treatment of Ischemic Failure” a cui parteciparono ben 96 centri di tutto il mondo.

### I traguardi importanti
Nel corso degli anni vennero sviluppate da Di Benedetto e dai suoi collaboratori numerose tecniche chirurgiche innovative. Basti pensare: alla rivascolarizzazione miocardica che implica solo l'utilizzo dei condotti arteriosi; alla tecnica chirurgica del cuore battente (cioè senza l'utilizzo di macchine per la circolazione extracorporea) che permette una percentuale di rivascolarizzazione oltre il 90%; allo sviluppo della chirurgia mini-invasiva relativa sia alle coronarie sia alle valvole (sulle quali organizzò due convegni internazionali nel 1997 e nel 1998) e allo sviluppo di tecniche conservative delle valvole in collaborazione con il professore americano Tyron David.
Nel 1995 eseguì un intervento rarissimo di correzione congenita conosciuto come inversione atriale isolata in situs inversus su una bambina di soli cinque giorni. Essendo uno dei pochi al mondo ad aver eseguito con successo questo intervento, collaborò ad un articolo sull'annuario di chirurgia toracica del 1995.
Nel 1996 l'utilizzo per la prima volta in Italia del laser ad anidride carbonica per eseguire interventi di rivascolarizzazione trans-miocardica, altrimenti impossibili, mise Di Benedetto al centro dell'attenzione di tutte le reti televisive nazionali.
Il 31 luglio 2009 operò insieme a Luciano Brigante una paziente affetta da aneurisma gigante alla carotide interna sinistra. Questo tipo di intervento fino a quel momento era stato effettuato solo in altri tre centri al mondo ovvero Phoenix, Helsinki e Milano.
Nel 2011 era uno dei pochi in Europa ad aver eseguito con successo due interventi di sostituzione di valvole aortiche con protesi di ultima generazione che non necessitano di punti di sutura. Il 6 dicembre 2010 mise a disposizione dell'Associazione italiana contro le leucemie-linfomi e mieloma il terzo piano della Torre Cardiologica permettendo così l'istituzione dell'A.I.L. Salerno.
Il 30 ottobre 2014 Giuseppe Di Benedetto ha eseguito per la prima volta al mondo un complicato intervento di correzione delle complicanze dovute alla tetralogia di Fallot. Domenico Bisaccia studente di Medicina del quarto anno presso l'Università degli Studi di Salerno presentava un aneurisma dell'arco aortico ascendente e un'insufficienza valvolare sia aortica che polmonare. Durante un unico intervento Di Benedetto è riuscito a rimuovere l'aneurisma, impiantare la valvola aortica utilizzando i tessuti del paziente stesso e sostituire la valvola polmonare con una valvola di ultima generazione trans ventricolare, che non necessita di punti di sutura, mai utilizzata per questo scopo.

## Le cooperazioni internazionali
Di Benedetto coopera con i principali cardiochirurghi a livello internazionale. Nel 1995 ci fu il gemellaggio Salerno-Tokio per la ricerca e il professor Hisayoshi Suma fu ospite a Salerno presso la Torre Cardiologica per insegnare la nuova tecnica cardiochirurgica che aveva sviluppato.
Pochi anni dopo con il professor Alan Carpentier della scuola parigina vi fu un accordo per lo scambio costante di esperienze professionali; il professor Kim A. Eagle, famoso ricercatore americano, chiese a Di Benedetto di scrivere un capitolo del suo libro Aortic dissection and related syndromes dedicato alla dissezione aortica.

## Principali pubblicazioni
- P. Masiello, G. Mastrogiovanni, S. Iesu, A. Panza, F. Triumbari, G. Di Benedetto: Massive Pulmonary embolism 3 hours after cardiopulmonary bypass. Texas Heart Institute Journal, vo. 21: 314-6, 1994.
- A.Panza, P. Masiello, S. Iesu, F. Triumbari, A. Gigantino, L. Di Leo, G. Di Benedetto: Idiopathic isolated coronary ostial stenosis: a rare lesion with particular clinical and surgical implications. Thoracic Cardiovascular Surgeon, vol.43, n.1: 40-3, 1995
- P. Masiello, A. Panza, E. Morena, A. Marotta, G. Bellieni, G. Di Benedetto: Total anomalous left pulmonary venous connection with intact atrial septum: surgical treatment of a rare case. Eur. J Cardio-thorac Surg, Vol.9: 102-3, 1995
- P. Masiello, A. Panza, G. Di Benedetto: La rivascolarizzazione miocardica con laser a CO2. Archivio di Chirurgia Toracica e Cardiovascolare, vol.XVIII, n.4: 182, 1996
- P. Masiello, E. Coscioni, A Panza, G. Mastrogiovanni, G. Di Benedetto: Transmyocardial laser revascularization (TMR).Gastroenterology International, vol. 10, Suppl 3:77-8, 1997
- G. Di Benedetto, P. Masiello, A. Panza: La chirurgia valvolare miniinvasiva. Cardiac Systems, anno V, n. 2:22-5, 1998
- P. Masiello, E. Coscioni, A. Panza, F.Triumbari, G. Preziosi, G. Di Benedetto: Surgical results of aortic valve replacement via partial upper sternotomy: comparison with median sternotomy. Journal of Cardiovascular Surgery 10 (4):333-8 2002
- S. Trimarchi, T. Myrmel, A. Panza, G. Di Benedetto, V. Rampolli.: Vascular surgical options (Capitolo di Libro) Aortic Dissection and Related Syndromes, Springer, USA, 2007
- A. Panza, G. Di Benedetto (Co-investigators). Diagnosis of Acute Aortic Dissection by D-Dimer: The International Registry of Acute Aortic Dissection Substudy on Biomarkers (IRAD-Bio) Experience. Circulation 119;2702-2707, 2009
- A. Panza, R. Leone, A. Longobardi, P. Masiello, A. Alfano, G. Mastrogiovanni, F. Cafarelli, S. Iesu, G. Di Benedetto. Eight-year experience in aortic valve sparing reimplantation for aortic root aneurysms. European Heart Journal 30 (Suppl. ); 977, 2009
- R. Citro, A. Panza, G. Bottiglieri, R. Leone, G. Provenza, G. Gregorio, G. Di Benedetto, E. Bossone. Surgical treatment of impending paradoxical embolization associated with pulmonary embolism in a patient with heterozygosis of factor V Leiden. J Cardiovasc Med 2011